# 柏達邦07體育會
柏達邦07體育會（德語：SC Paderborn 07）是德国足球职业俱乐部，球队位于北莱茵-威斯特法伦的帕德博恩，於2014/15年球季升上甲級聯賽，但在三年內降至地區聯賽。球队现在的主体育场为赫尔曼·隆斯球场。

## 歷史
现俱乐部在1985年由「佩德伯恩足球俱乐部」（FC Paderborn）和「TuS Schloß 诺伊豪斯」（TuS Schloß Neuhaus）合并而成「TuS 佩德伯恩-诺伊豪斯」（TuS Paderborn-Neuhaus）。诺伊豪斯俱乐部成立于1907年，在1970年和当地的「TuS 1910 Sennelager」合并形成了「TuS Schloss 诺伊豪斯」（TuS Schloss Neuhaus）。诺伊豪斯和佩德伯恩长期游走于德国足球第三级联赛（德丙）。 

## 黑哨丑闻
帕德博恩07在2004年卷入了臭名昭著的德国足球假球丑闻，2004年8月21日，當時尚在地區聯賽作賽的帕德博恩07和汉堡体育俱乐部在德国足协杯第一輪的比赛中，球队意外的以4-2战胜了汉堡，但在随后的调查中证实，比赛的主裁判罗伯特·霍伊泽（Robert Hoyzer）接受了克罗地亚赌博财团的钱财而制造了一场假球，在比赛初段汉堡領先2-0，霍伊泽尔有争议的出示紅牌驅逐汉堡前鋒伊美·梅賓沙離場，再给于佩德伯恩07两个莫名其妙的点球。事件有又很快发展到这场比赛的官员，教练和多名球员卷入丑闻，这成为德国足球三十年来最大的一次足球丑闻，也严重影响到了2006年世界杯的筹备工作。
佩德伯恩07的隊長瓦特林克（Thijs Waterink）在比賽前收取1萬歐元，在獲勝後分给每位球員500歐元，被確定有「违反体育道德以及被动受贿」的行為，成為首名因這單黑哨丑闻而被禁賽的球员，於2005年7月31日前不能参加任何级别的比赛。

## 註腳
1. ↑  东窗事发 德国足坛竟爆发“黑哨丑闻” 的存檔，存档日期2008-05-31.
2. ↑  黑哨丑闻最新进展 霍伊策承认操纵比赛 的存檔，存档日期2008-05-31.
3. ↑  .   [2008-02-14]. （原始内容存档于2008-05-31）.
4. ↑  “黑哨事件”继续升级 又有四人受牵连 的存檔，存档日期2008-05-31.
5. ↑  媒体披露 三名柏林赫塔球员参与假打？ 的存檔，存档日期2008-05-31.
6. ↑  . 德国足球在线. 2005-01-31  [2009-07-15]. （原始内容存档于2008-05-31） （中文（简体））.
7. ↑  . 德国足球在线. 2005-04-08  [2009-07-15]. （原始内容存档于2008-05-31） （中文（简体））.